# Weddellomyces tartaricola
Weddellomyces tartaricola är en svampart som tillhör divisionen sporsäcksvampar, och som först beskrevs av William Lauder Lindsay, och fick sitt nu gällande namn av Vagn Alstrup och David Leslie Hawksworth. Weddellomyces tartaricola ingår i släktet Weddellomyces, och familjen Dacampiaceae. Arten är reproducerande i Sverige.